# Lewis Anthony Dexter
Lewis Anthony Dexter (* 9. November 1915 in Montreal; † 28. März 1995 in Durham, North Carolina) war ein US-amerikanischer Politikwissenschaftler und Soziologe.

## Leben und Wirken
Lewis Anthony Dexter studierte Politikwissenschaft und Soziologie an der University of Chicago. Dort schloss er 1935 sein Studium mit dem Bachelorgrad ab und wechselte dann an die Harvard University, wo er 1938 den Magistergrad erwarb. Zu seinen dortigen akademischen Lehrern gehörte u. a. der Politikwissenschaftler Carl Joachim Friedrich. Seine Promotion im Fach Soziologie erfolgte erst 1960 an der Columbia University. Dexter wirkte über längere Zeit als Hochschullehrer ohne eine feste Anstellung an verschiedenen Universitäten in den USA und Kanada, u. a. an der Dalhousie University in Halifax. Eine feste Anstellung als Professor hatte er von 1972 bis 1982 an der University of Maryland in Baltimore inne. Neben seiner Lehr- und Forschungstätigkeit betätigte sich Dexter auch in der praktischen Politik, vor allem als Berater in Wahlkämpfen in den USA oder von Gouverneuren einzelner Bundesstaaten.

## Veröffentlichungen (Auswahl)
- How candidates lend strength to tickets. Contestable congressional districts. A table of variation in party strength in U.S. congressional districts, 1946–1954. Dexter, Belmont, Mass. 1956.

- (mit Raymond A. Bauer u. Ithiel de Sola Pool): American business and public policy. The politics of foreign trade. Atherton Press, New York 1963 (2. Aufl. 1972, ISBN 0-202-24128-9).
- The representative and his district. In: Robert L. Peabody (Hrsg.): New perspectives on the House of Representatives. Rand McNally, Chicago 1963, S. 3–29.
- (Hrsg.): People, society, and mass communication. Free Press, New York 1964.
- The tyranny of schooling. An inquiry into the study of "stupidity". Basic Books, New York 1964.
- Congressmen and the making of military policy. In: Davis B. Bobrow (Hrsg.): Components of defense policy. Rand McNally, Chicago 1965, S. 94–110.
- "Check and balance" today. What does it mean for congress and congressmen? In: Alfred de Grazia (Hrsg.): Congress, the first branch of government. Anchor Books Doubleday, Garden City, NY 1967, S. 80–110.
- On the politics and sociology of stupidity in our society. In: Howard Saul Becker (Hrsg.): The other side. Perspectives on deviance. The Free Press, New York 1967, S. 37–49.
- How organizations are represented in Washington. 2. Aufl. Bobbs-Merrill, Indianapolis 1969.
- The sociology and politics of Congress. McNally, Chicago 1969.
- Elite and specialised interviewing. Northwestern University Press, Evanston 1970, ISBN 0-8101-0295-1.
- The job of a congressman. In: Ira Sharkansky (Hrsg.): Policy analysis in political science. Markham, Chicago 1970, S. 259–269, ISBN 0-8410-3024-3.
- Representation versus direct democracy in fighting about taxes. Conflicting notions of sovereignty, legitimacy, and civility in relation to a tax fight, Watertown. Schenkman, Cambridge, Mass. 1981, ISBN 0-87073-426-1.
- The management of purpose. Transaction Publ., New Brunswick 2009, ISBN 978-1-4128-1034-0 (posthume Ausgabe seiner Aufsätze, Bibliographie Lewis Anthony Dexter S. 259–262).